# Uryū
Uryū (雨竜町?) è una cittadina giapponese della prefettura di Hokkaidō.